# Sławutycz Arena
Sławutycz Arena (ukr. Славутич Арена, ang. Slavutych Arena Stadium) – piłkarski stadion w Zaporożu na Ukrainie.
Centralny Stadion Metałurh został wybudowany w latach 1931–1938. W 2001 r. Federacja Piłki Nożnej Ukrainy zakazała prowadzenie meczów na stadionie Metałurh i klub przeniósł się na stadion AutoZAZ, który należał do upadłego klubu Torpedo. Wkrótce potem klub zatwierdził plan budowy nowego stadionu dla zespołu. Budowa rozpoczęła się w 2004, stary stadion został zburzony, a na jego miejscu powstał nowy. 29 lipca 2006 roku na stadionie odbył się pierwszy po rekonstrukcji mecz pomiędzy Metałurhem Zaporoże a Dynamem Kijów.